# Gashaw Asfaw
Gashaw Asfaw, également connu sous le nom de Gashaw Melese, né le 26 septembre 1978, est un marathonien éthiopien.

## Carte d'identité
- Taille : 1,68 m
- Poids de forme : 51 kg[1]
- Meilleure performance : 2h08’03’’ (Marathon de Paris 2006)

## Palmarès
Marathon
- Vainqueur du Marathon de Shanghai : 2008 en 2:09 min 28 s
- Vainqueur du Marathon de Paris : 2006
- Vainqueur de Marathon de Dubaï : 2004
- 7e des Jeux olympiques 2008

Semi-marathon
- Vainqueur du Semi-marathon Marvejols-Mende : 2004, 2006

## Sources et références
1. ↑  Aux JO 2008, selon (fr) le site des jeux